# Strebela
Strebela is een geslacht van weekdieren uit de klasse van de Gastropoda (slakken).

## Soort
- Strebela notophila (Strebel, 1908)